# Mario Tirelli
Mario Tirelli est un entomologiste italien, né en 1906.
Spécialiste de l’anatomie et la biologie du ver à soie, il est sous-directeur de la Station de sériciculture de Padoue. Il fait notamment paraître en 1929, Fisiologia degli Insetti et en 1930, Atlante microfotografico della embriologia degli insetti (Bombyx mori).